# Мотовилка
 Тази статия е за домашния уред.  За машинния елемент вижте Мотовилка (машинен елемент).  
Мотовилка (мотовила, мотвила) се нарича остарял дървен уред, служещ за намотаване на изпреденото влакно (най-често прежда) и за подготовката му за основа за по-нататъшно тъкане. Представлява дървен ствол с вилообразно разклонение в единия край, направен от стъбло или клон, като в другия край има перпендикулярно монтирана дървена дъсчица. Преждата се намотава надлъжно по дължината на ствола, преминавайки между двата рога на вилообразното разклонение горе и върху перпендикулярната дъсчица долу. Така намотаната прежда се нарича чилѐ.
Според българските народни вярвания мотовилката има магическа сила: от нея се плашат и странят змейовете, самодивите и лошите духове изобщо. Въпреки това народната вяра забранява намотаването с мотовилка да става над малко дете, тъй като то ще бъде залюбено впоследствие от змей (ако е момиче) или от самодива или змеица (ако е момче). Забранено е също така с мотовилка да се удрят малки деца, моми и ергени. Мотовилката се използва и при някои баяния; вярва се, че родилка пострадала от лахуси, може да бъде изцерена с мотовилка.